# Syfy
Syfy（サイファイ）は、アメリカ合衆国の衛星テレビおよびケーブルテレビのためにチャンネルを提供するテレビ局。NBCユニバーサル傘下。
以前は「Sci-Fi Channel」、略して「Sci Fi」（サイファイ）と呼ばれていたが、略称の発音だけを残して「Syfy」という表記に変わった。アメリカ国外では、現在でも「Sci-Fi Channel」という名称が用いられている。ちなみに、「Sci Fi」とは、Science Fictionの略で、日本の「SF」とほぼ同義であるが、ホラー、ファンタジー、冒険アクションなどが含まれる場合がある。アメリカ本国のSyfyチャンネルでは、これらに加え、プロレス（SmackDown!）、リアリティ番組、日本のアニメなど、SF以外の番組も放送されている。

## 沿革
- 1992年9月24日 - パラマウント映画とユニバーサル映画（MCA傘下）の合弁会社・USAネットワークにより開局。
- 1997年 - シーグラム（当時MCAの親会社）がバイアコム（1994年パラマウント映画を買収）の持ち分を買収。
- 1998年 - バリー・ディラー率いるホーム・ショッピング・ネットワークがUSAネットワークを買収。
- 2002年 - ヴィヴェンディ・ユニバーサルがUSAネットワークの娯楽部門を買収。
- 2009年7月7日 - 米国内のチャンネル名称を The Sci Fi Channel から Syfy に変更。
- 2024年11月20日 - 親会社のコムキャストが、NBCユニバーサル傘下のSyfyなど複数のケーブルチャンネルを新会社として分離（スピンオフ）する計画を発表した[3]。

## 日本での展開
- 2008年4月1日 - JSBC2（現・NBCユニバーサルグローバル・ネットワークス・ジャパン）により「SCI FI（サイファイチャンネル）」放送開始。
- 2009年10月 - スカパー!HDにてハイビジョン放送（チャンネル名は「SCI FI HD」）開始。FOXインターナショナル・チャンネルズに運営を委託。
- 2010年3月31日 - 日本での放送を終了。翌4月1日よりチャンネル名を「ユニバーサルチャンネル」に変更。なおユニバーサルチャンネルは2013年3月31日をもって放送を終了した。

## 主な番組
- SmackDown!（WWEブランド、日本ではJ SPORTSで放送）
- Xファイル（The X-Files）
- ロスト・ワールド〜失われた世界（The Lost World）
- アンドロメダ（Andromeda）
- ファースト・ウェイブ（First Wave）
- カイルXY（KYLE XY）
- ブラッドタイズ（Blood Ties）
- ミュータントX（Mutant X）
- ウェアハウス13 〜秘密の倉庫 事件ファイル〜／WAREHOUSE13
- HELIX -黒い遺伝子-
- Zネーション

## 主な番組（過去）
- ECW、NXT（WWEブランド、日本ではJ SPORTSで放送）
- ナイトストーカー（Night Stalker）
- GALACTICA/ギャラクティカ（Battlestar Galactica）
- サイボーグ・ソルジャー（S.S. Doomtrooper）
- ジェリコ 閉ざされた街（Jericho）
- スレッシュホールド（Threshold: The Last Plan）
- タイムマシーンにお願い（Quantum Leap）
- バフィー 〜恋する十字架〜（Buffy the Vampire Slayer）
- ユーリカ 〜事件です!カーター保安官〜（Eureka）
- ロズウェル - 星の恋人たち（Roswell）
- サンクチュアリ（SANCTUARY）
- V（V）
- V2/ビジターの逆襲（V: The Series）
- シャークネードシリーズ（Sharknado）

※編集ミスにより最終回に『探偵レミントン・スティール』の予告が放送された。